# Apamea nictitans
Apamea nictitans là một loài bướm đêm trong họ Noctuidae.